# Carl Heinrich Graun

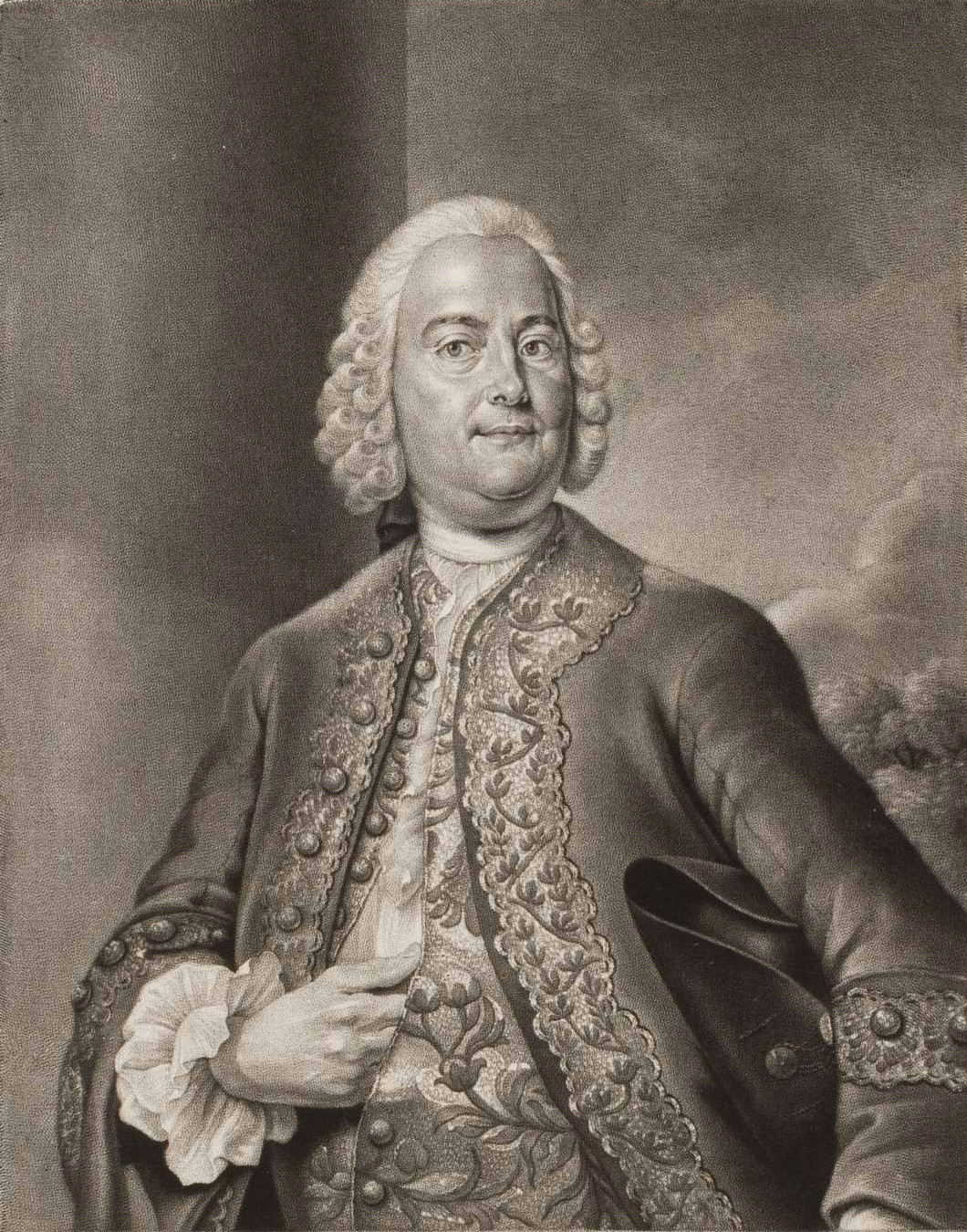
Carl Heinrich Graun, Valentin Daniel Preissler 1752 nach Andreas Möller

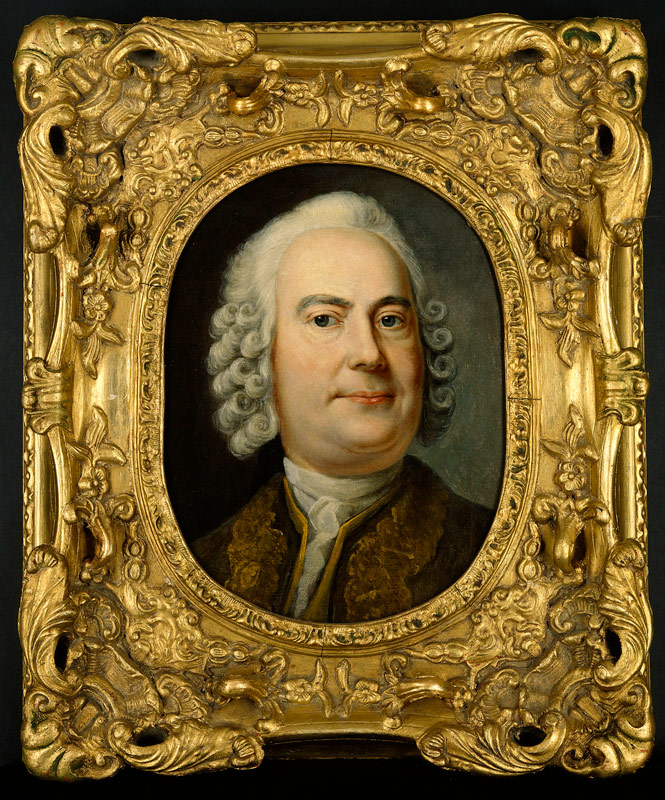
Carl Heinrich Graun, Andreas Möller 1750

Carl Heinrich Graun (* 1704/1705 in Wahrenbrück; † 8. August 1759 in Berlin) war ein deutscher Komponist und Sänger.

## Leben

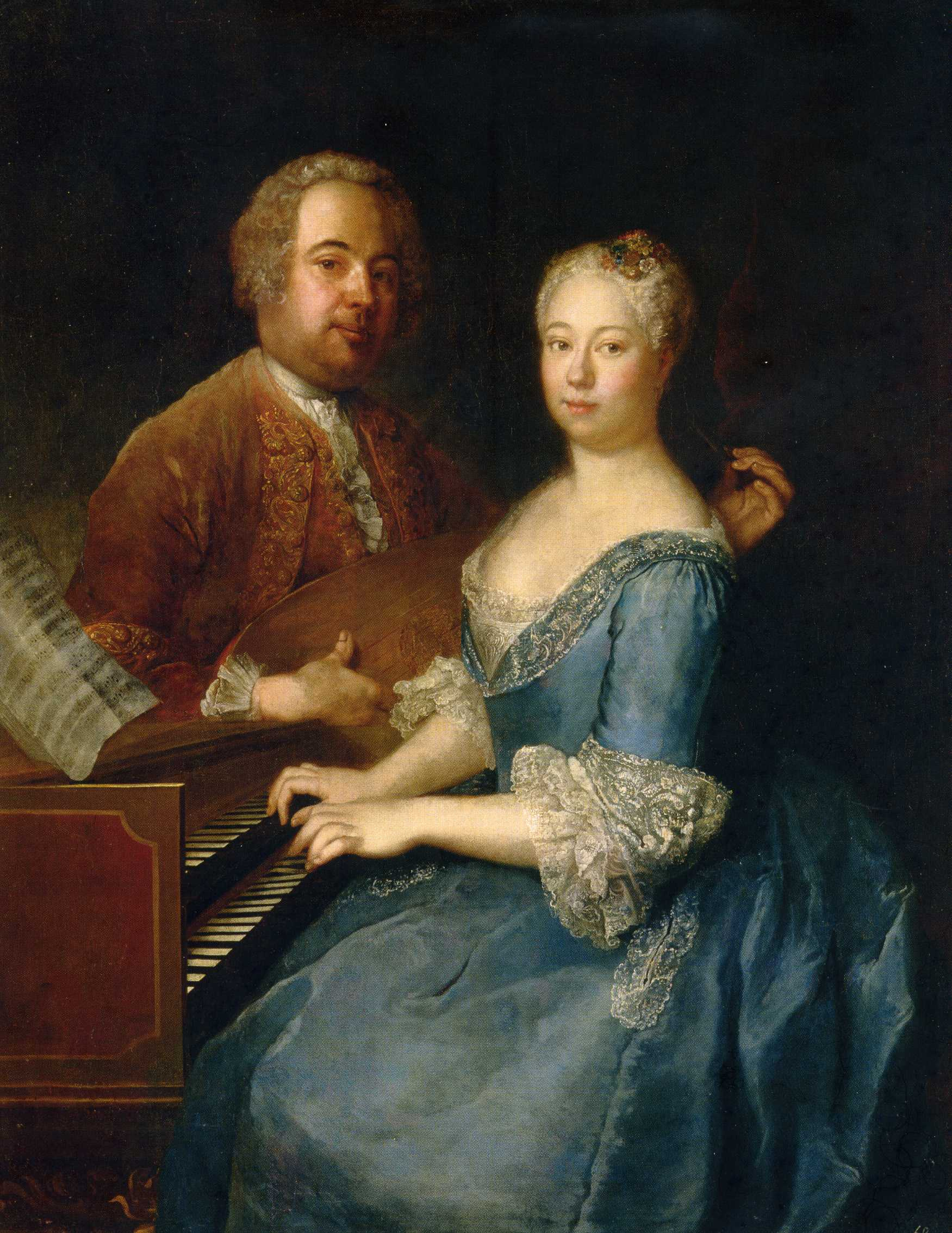
Carl Heinrich Graun mit seiner Frau Anna Dorothea, Gemälde von Antoine Pesne etwa 1733

Carl Heinrich Graun wurde als jüngster Sohn des Generalakzise-Einnehmers August Graun und seiner Ehefrau Anna Margareta, geb. Schneider, zwischen dem 9. August 1704 und dem 7. August 1705 in Wahrenbrück geboren. Der genaue Geburtstag ist auf Grund des Verlusts der Wahrenbrücker Kirchenbücher nicht mehr zu bestimmen. Er folgte 1714 seinem Bruder Johann Gottlieb Graun an die Kreuzschule in Dresden, wo er schon bald durch seine schöne Stimme auffiel. Der Kreuzkantor Johann Zacharias Grundig und der Organist der Kreuzkirche, Emanuel Benisch, übernahmen seine sängerische Ausbildung; der Organist und Komponist Christian Petzold unterrichtete ihn an den Tasteninstrumenten; der sächsische Hofkapellmeister Johann Christoph Schmidt in Komposition und vermutlich an den Streichinstrumenten.
1724 wurde Graun als hoher Tenor und Nachfolger von Johann Adolph Hasse an den Hof nach Braunschweig berufen, wo er neben dem dortigen Hofkapellmeister Georg Caspar Schürmann auch Opern komponierte und zum Vizekapellmeister am Opernhaus am Hagenmarkt aufstieg. Für die Hochzeitsfeierlichkeiten des preußischen Kronprinzen Friedrich und der bevernschen Prinzessin Elisabeth Christine schrieb Graun die Oper Lo specchio della fedeltà, die im Jahre 1733 in Salzdahlum ihre Uraufführung hatte. Von der Oper war der Kronprinz so begeistert, dass er den Wunsch äußerte, Herzog Ludwig Rudolf möge ihm gestatten, den Komponisten an seinen Hof in Rheinsberg zu verpflichten. Tatsächlich trat er 1735 gemeinsam mit seinem Bruder – dem Konzertmeister und Komponisten Johann Gottlieb Graun – als Vizekapellmeister in die Kapelle des preußischen Kronprinzen und späteren Königs Friedrich des Großen ein. Hier hatte er Konzertkantaten zu komponieren und vorzutragen, deren Anzahl man auf 50 schätzt.
Im Jahr 1740, nach Friedrichs Thronbesteigung, wurde Graun zum Kapellmeister ernannt und nach Italien geschickt, um für die in Berlin zu errichtende Italienische Oper Sänger und Sängerinnen zu gewinnen. Mit seiner Oper Cesare e Cleopatra wurde die neuerbaute Königliche Hofoper Unter den Linden am 7. Dezember 1742 eröffnet. Nach Berlin und zu seinem Amt zurückgekehrt, wendete er sich ganz und gar der Oper zu. Er traf den Geschmack des Königs und der Öffentlichkeit so sehr, dass er bald als Star des Berliner Opernwesens dastand und sich als solcher bis zu seinem Tod behaupten konnte. Seine Opern bildeten neben den Werken von Johann Adolph Hasse die Stütze des Berliner Opernprogrammes.
Um die Mitte des 18. Jahrhunderts entwickelte Graun mit der Damenisation ein festgesetzte Tonhöhen bezeichnendes, vollständig chromatisiertes Silbensystem, das an die Stelle der Solmisation treten sollte.
Carl Heinrich Graun war Mitglied der Berlin-Cöllner St. Petri-Gemeinde. Er starb am 8. August 1759 im 55. Lebensjahr an Herzversagen. Sein Grabmal in der barocken St. Petrikirche ist 1809 bei einem Brand zusammen mit der Kirche zerstört worden. Im Berliner Ortsteil Gesundbrunnen wurde 1894 die Graunstraße nach ihm benannt.

### Familie
Carl Heinrich Graun war zweimal verheiratet. Höchstwahrscheinlich über die Familie seines Bruders Johann Gottlieb Graun lernte er seine erste Ehefrau, die mehrere Jahre ältere Magdeburger Bäckerstochter Anna Dorothea Schmiel, geb. Friese (<1699–1744), Witwe des Königlichen Kammerdieners Samuel Schmiel (1658–1734), kennen und heiratete sie 1735 in Magdeburg. Aus der Verbindung ging die Tochter Sophia Carolina Graun (* 3. April 1739 in Rheinsberg) hervor, die von ihrem Vater eine exzellente musikalische Gesangsausbildung bekam und für gemeinsamen Auftritte mit ihm hoch gelobt wurde. Sie heiratete 1770, also erst mit 31 Jahren, den Kommerzienrat Johann George Ludwig Zimmermann, Glashüttenpächter in Tornow im Herzogtum Crossen (heute: Tarnawa Krośnieńska in der Gemeinde Bobrowice).
1748 heiratete Graun Johanna Charlotta Glockengießer (1719–1794), Tochter des wohlhabenden Kaufmanns Georg Reckop (1681–1729) und Witwe des ebenso reichen Stadtphysicus Dr. George Glockengießer (1689–1746). Überlieferte Dokumente und Berichte lassen auf eine selbstbewusste, gebildete und resolute Geschäftsfrau schließen. Sie hinterließ ein bedeutendes Vermögen. Neben einer Tochter, sie verstarb im Kindesalter, hatte Graun vier Söhne aus dieser Ehe, von denen keiner einen musikalischen Beruf ergriff. Einer der letzteren, der Justiz- und Kammergerichtsrat Carl Ferdinand Graun (* 8. März [Taufdatum] 1753; † 23. November 1819), heiratete am 26. Juli 1780 Johanna Elisabeth Fischer. Die Ehe wurde 1795 geschieden, und Elisabeth Graun ging im September 1796 eine zweite Ehe mit dem preußischen Beamten und Schriftsteller Friedrich August Stägemann ein.
Die Tochter des Carl Ferdinand Graun, Grauns Enkelin Charlotte Antonie Theodora Graun (* 1785; † 19. März 1859), heiratete 1804 in erster Ehe den Major Nicolaus von Schmysing genannt von Korff (* 26. Dezember 1772; † 19. Mai 1813). 1815 verband sich die Witwe Antonie von Schmysing genannt von Korff in zweiter Ehe mit dem Oberstleutnant Friedrich von Horn (* 19. September 1772; † 16. Januar 1832).
Der am 6. November 1839 geschlossenen Ehe ihres ältesten Sohnes (Grauns Urenkels) Ferdinand Nicolaus Victor Freiherr von Schmysing genannt von Korff (* 4. Juli 1805; † 4. Julijul. / 16. Juli 1869greg.) mit Nina Aleksandrowna Schischkowa (* 27. April 1821; † 8. Februar 1869) entstammte die Tochter Marie (* 24. Februar 1842), die wiederum am 24. September 1859 den Kaiserlich-russischen Staatsrat und Gutsbesitzer bei Samara, Demetrius von Nabokoff heiratete. Daher bezeichnet sich der russisch-amerikanische Schriftsteller Vladimir Nabokov in seiner Autobiografie Speak, Memory als Urenkel eines Urenkels des Komponisten.

## Werk

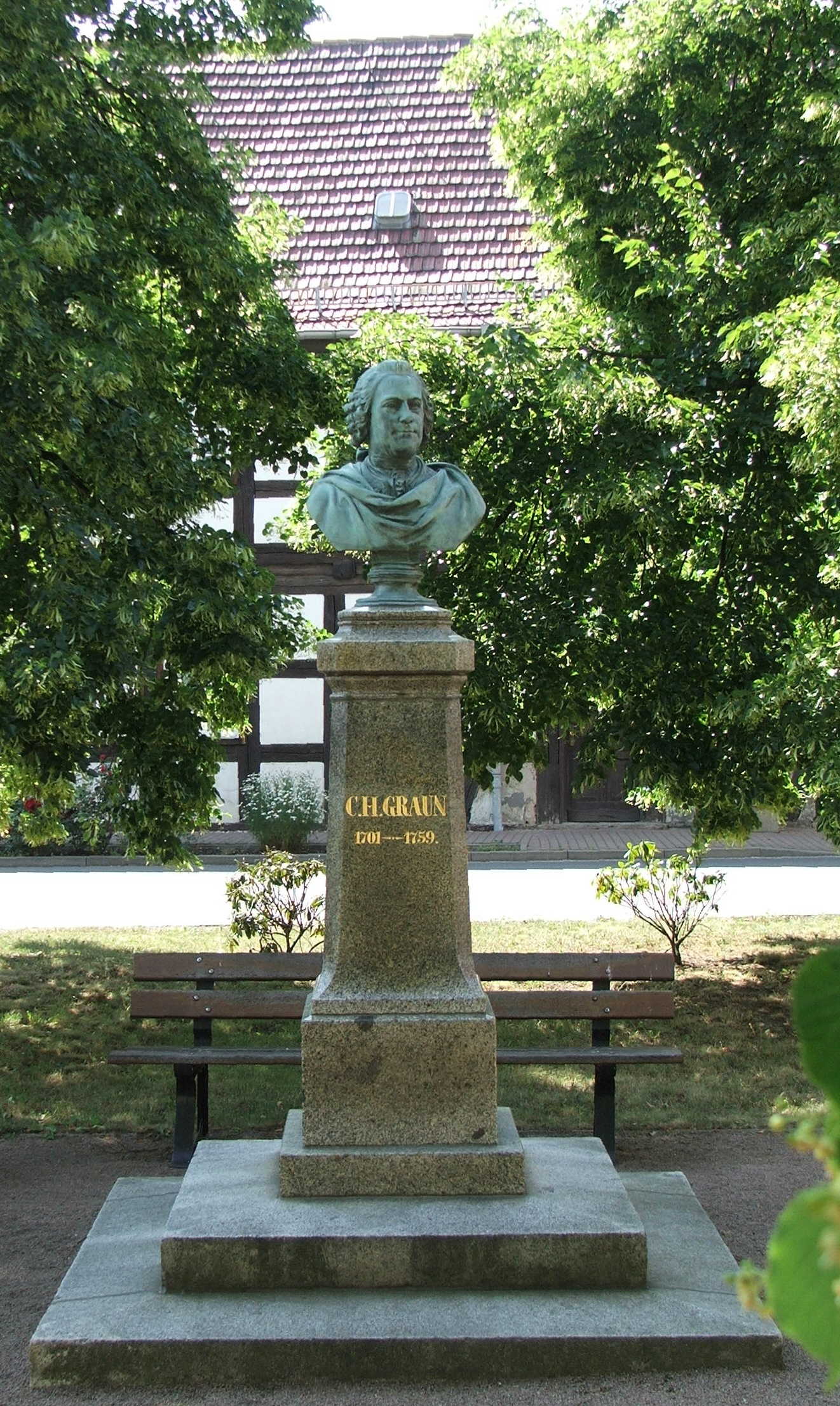
Carl Heinrich Graun-Denkmal in Wahrenbrück

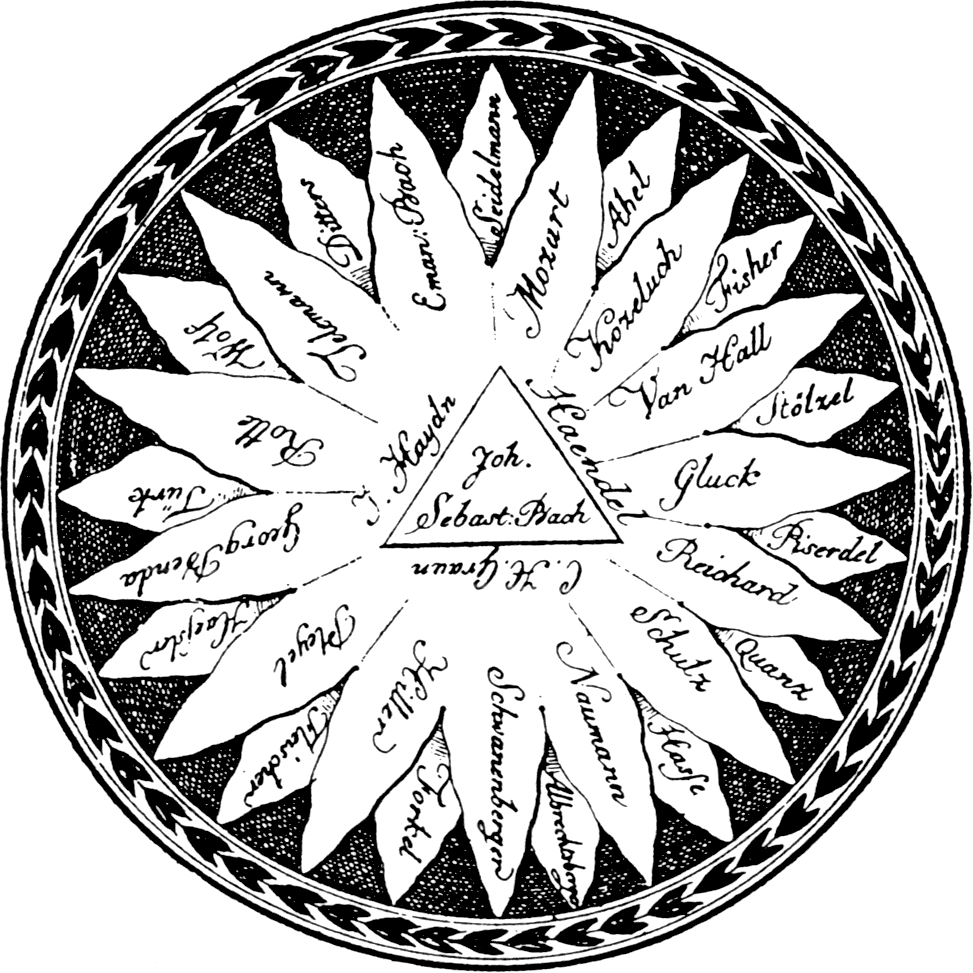
Ausschnitt aus einem gegen Ende des 18. Jahrhunderts erschienenen Kupferstich eines englischen Organisten, der Carl Heinrich Graun zu den besten Komponisten seiner Zeit, auf einer Stufe mit Händel und Haydn, zählt.

Graun teilt mit dem Dresdner Kapellmeister Johann Adolf Hasse (1699–1783) das Verdienst, die italienische Oper des Alessandro Scarlatti zu ihrem Höhepunkt geführt zu haben, was der Öffentlichkeit etwas den Blick auf die Werke anderer Zeitgenossen wie etwa Georg Friedrich Händel verstellte.
Mit dem Auftreten Christoph Willibald Gluck verschwanden seine Opern für immer vom Repertoire. Dagegen hat sich seine 1755 erstmals aufgeführte Passionsmusik Der Tod Jesu bis heute in Konzertprogrammen gehalten. Die Sing-Akademie zu Berlin führte das Werk noch jahrzehntelang als Karfreitagsmusik auf, bis es nach der Wiederentdeckung von Johann Sebastian Bachs Passionen durch diese ersetzt wurde. Auch sein Te Deum, das am 6. Mai 1756 in der St. Petrikirche unter der Leitung des Kantors Rudolph Dietrich Buchholtz und Mitwirkung vieler Musiker der Königlichen Kapelle uraufgeführt wurde, hat bis heute überlebt.
Carl Heinrich Graun hat ein umfangreiches Œuvre hinterlassen. Im Graun-Werkverzeichnis werden Carl Heinrich Graun 152 Kompositionen, darunter 32 Opern, 52 weltliche Kantaten, 26 weltliche Lieder, 4 Passionen und 10 Trios zweifelsfrei zugeschrieben.

### Bühnenwerke (Auswahl)
- Polidorus (5 Akte, 1726 od. 1731)
- Die in ihrer Unschuld siegende Sinilde (3 Akte, 1727)
- Iphigenia in Aulis (3 Akte, 1728)
- Scipio Africanus (3 Akte, 1732)
- Lo specchio della fedeltà (3 Akte, 1733)
- Pharao Tubaetes (5 Akte, 1735)
- Rodelinda, regina de'Langobardi (3 Akte, 1741)
- Cleopatra e Cesare (3 Akte, 1742)
- Artaserse (3 Akte, 1743)
- Catone in Utica (3 Akte, 1743)
- Alessandro e Poro (3 Akte, 1744)
- Lucio Papirio (3 Akte, 1744)
- Adriano in Siria (3 Akte, 1746)
- Demofoonte, re di Tracia (3 Akte, 1746)
- Cajo Fabricio (3 Akte, 1746)
- Le feste galanti (festa teatrale, 1747)
- Cinna (3 Akte, 1748)
- L’Europa galante (festa teatrale, 5 Aufzüge, 1748)
- Ifigenia in Aulide (3 Akte, 1748)
- Angelica e Medoro (3 Akte, 1749)
- Coriolano (tragedia per musica, 3 Akte, 1749)
- Fetonte (tragedia per musica, 3 Akte, 1750)
- Il Mithridate (tragedia per musica, 3 Akte, 1751)
- Armida (3 Akte, 1751)
- Britannico (tragedia per musica, 3 Akte, 1751)

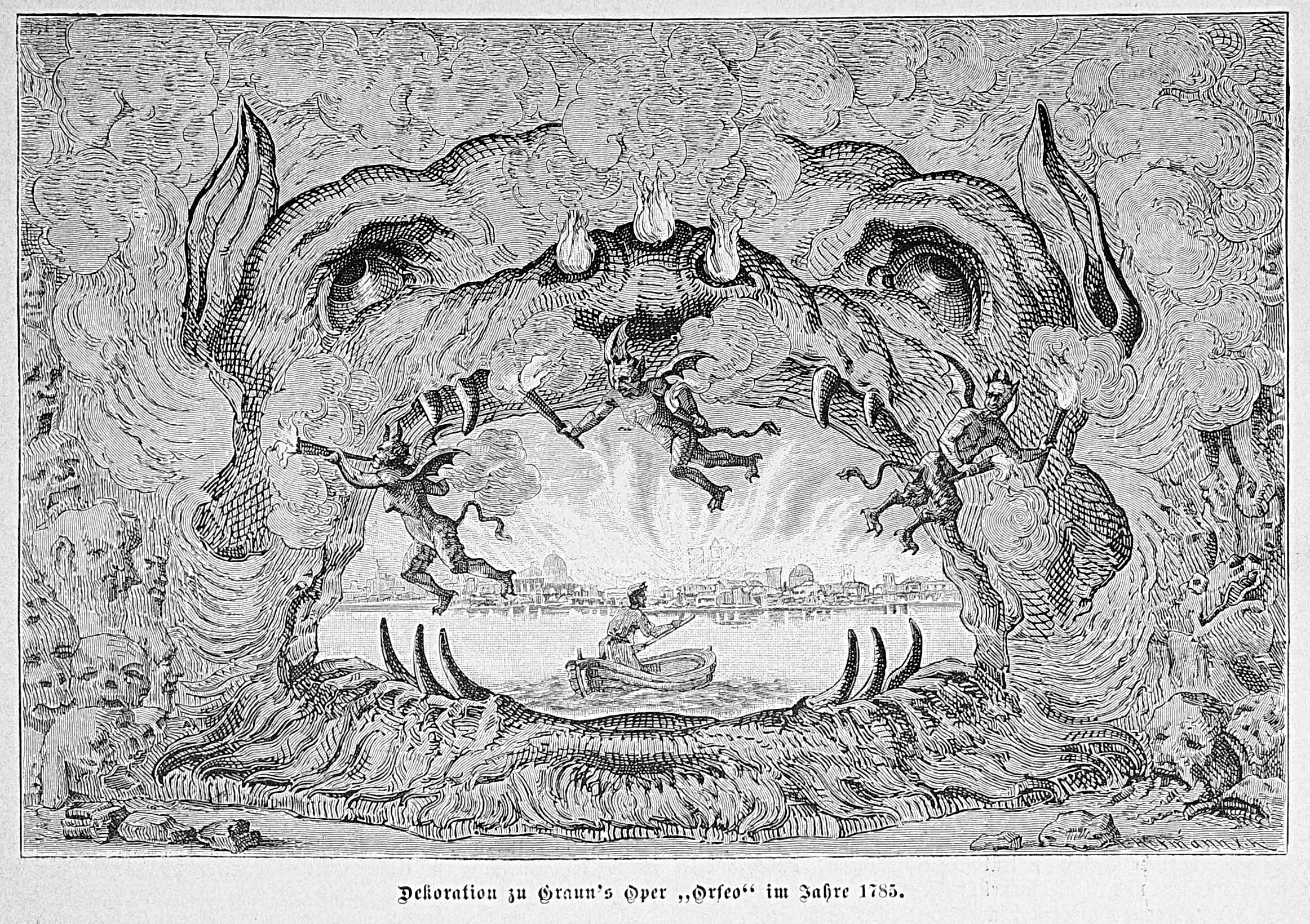
Dekoration zu Grauns Oper Orfeo im Jahre 1785,
Die Gartenlaube (1887)

- L’Orfeo (tragedia per musica, 3 Akte, 1752)
- Il giudizio di Paride (pastorale per musica, 1 Akt, 1752)
- Silla (3 Akte, 1753)
- Semiramide (3 Akte, 1754)
- Montezuma (tragedia per musica, 3 Akte, 1755) Libretto von Friedrich II.
- Ezio (1755)
- I fratelli nemici (tragedia per musica, 3 Akte, 1756)
- Merope (tragedia per musica, 3 Akte, 1756)

### Sonstige Werke (Auswahl)
- Große Passion Kommt her und schaut
- Te Deum
- Der Tod Jesu (Passionsoratorium, 1755)
- Oratorium in Festum Nativitatis Christi
- Osteroratorium
- Sechs italienische Kantaten
- Lieder (in Friedrich Graefes Sammlung verschiedener und auserlesener Oden, 1743)
- Konzert für Horn, Streicher und Cembalo D-Dur
- Sinfonia C-Dur

## Werkverzeichnisse
- John W. Grubbs: The sacred Choral Music of the Graun Brothers. 1972.
- Carl Mennicke: Hasse und die Brüder Graun als Symphoniker. 1906 (Hasse: 86, Carl Heinrich: 32, Johann Gottlieb: 115, inkl. 14 Fehlzuweisungen).
- Matthias Wendt: Die Trios der Brüder Graun. 1983 (143, inkl. 4 Fehlzuweisungen).
- Monika Willer: Die Konzertform der Brüder Graun. 1995 (161, inkl. 7 Fehlzuweisungen).
- Christoph Henzel: Graun-Werkverzeichnis. Verzeichnis der Werke der Brüder Johann Gottlieb und Carl Heinrich Graun. 2 Bände. Ortus Musikverlag, 2006 (GraunWV). Elektronische Reproduktion: ISBN 978-3-937788-02-9.

## Nachleben
Im Kreismuseum Bad Liebenwerda informiert eine Dauerausstellung über Leben und Werk der Gebrüder Graun. Ebenfalls in Bad Liebenwerda findet seit 2003 alle zwei Jahre ein internationaler Wettbewerb um den Gebrüder-Graun-Preis statt, seit 2011 verbunden mit einem Musikfestival.
Die Musikschule des Landkreises Elbe-Elster heißt seit 1994 Kreismusikschule „Gebrüder Graun“.